# Krv
Krv (lat. sanguis) crvena je, neprozirna i gusta tekućina, posebna mirisa i slana okusa. Ona protječe kroz srčano-krvožilni sustav organizma te kroz tijelo prenosi hranjive tvari i kisik. Ukupna količina krvi u tijelu odrasla čovjeka je 5 – 6 litara, što je oko 8% ukupne tjelesne mase. Krv se sastoji od krvne plazme, krvnih stanica – eritrocita, leukocita i krvnih pločica – trombocita. Krv je funkcionalno najvažnija tjelesna tekućina kod ljudi.
Krv je tekuće tkivo koje ispunjava srce i krvne žile i koje se sastoji iz dva dijela:
- tekućeg koji se zove krvna plazma

- krvnih stanica koje plivaju u krvnoj plazmi i njih čine crvene krvne stanice (eritrociti), bijele krvne stanice (leukociti) i krvne pločice (trombociti).

Odnos zapremnine krvne plazme i krvnih stanica u zdravih osoba je konstantan. Obujam staničnih elemenata je nešto manji od obujma plazme i on iznosi 42 - 45%, a krvne plazme 55 - 58% cjelokupnog obujma krvi. Obujam krvnih stanica kod muškaraca je nešto veći nego kod žena. 
Uloge krvi su zaista brojne. Krv služi u funkciji disanja tj. za prijenos kisika i ugljikova dioksida, zatim za prijenos prehrambenih tvari, otpadnih tvari, hormona, enzima, vitamina itd. Uloga joj je i regulacija volumena tjelesnih tekućina, regulacija acido-bazne ravnoteže, te regulacija tjelesne temperature, a ima i veliku zaštitnu ulogu. Krv struji tijelom u zatvorenom sustavu cjevčica i krvnih žila, koji se sastoji od arterija, vena i kapilara.
U kemijskom sastavu krvi najvažniji sastojci su: bjelančevine (60 – 80 g/L), trigliceridi (0,8 – 2,00 μmol/L), fibrinogen (2 – 4 g/L), natrij (135 – 151 μmol/L), kolesterol (3,5 – 6,7 μmol/L), glukoza (4,2 – 6,4 μmol/L), urea (1,7 – 7,6 μmol/L), kalij (3,8 – 5,5 μmol/L), kalcij (2,2 – 2,7 μmol/L) te bilirubin (4 – 20 μmol/L). 
Laboratorijska pretraga krvi izvodi se na uzorku krvi, koja se obično vadi iz vene na ruci koristeći hipodermičku iglu, ili putem uboda u prst. Vađenje krvi ili venepunkcija korisna je metoda, jer je minimalno invazivan način za dobivanje krvi za analizu.

## Krvne žile
Sustav krvnih žila dio je cirkulacijskog sustava kojim teče krv iz srca prema periferiji tijela i natrag u srce tako da svaka stanica u tijelu dobije primjerenu opskrbu kisikom i hranjivim tvarima te se pročisti od ugljikova dioksida i nepotrebnih proizvoda metabolizma. 
Tri su glavne vrste krvnih žila:
- Arterije ili kucavice su široke, nepropusne krvne žile s debelom stijenkom i čine arterijski sustav. One odvode vensku krv iz srca prema plućima i arterijsku krv prema ostalim dijelovima tijela. Nose hranu stanicama putem arteriola (manjih arterija koje se granaju iz glavnih) i kapilara (one se granaju iz arteriola), a otpadne tvari nose u bubrege pomoću kojih će se ukloniti iz krvi.
- Vene su široke, nepropusne krvne žile s razmjerno tanjom stijenkom od stijenke arterija koje čine venski sustav. One dovode vensku krv iz tijela i arterijsku krv iz pluća u srce. Sadrže zaliske koji sprječavaju povrat krvi zbog gravitacije, a čine ih spajajući venule (male vene) koje tvore spojene kapilare. Venska krv sadrži ugljikov dioksid i otpadne tvari koje su putem kapilara skupljene iz tjelesnih stanica.
- Kapilare su uske krvne žile s tankom stijenkom koje se granaju iz arteriola i tvore složenu mrežu. One su posrednici pri izmjeni tvari između krvi i stanica u tijelu, te pri izmjeni respiracijskih plinova u plućima. Dakle, one omogućuju da krv prijeđe iz arterija u vene, a i da voda, šećeri, aminokiseline i razne druge kemijske tvari prođu kroz njihove stijenke u tkiva.

Duljina, raspored i razgranjenost kapilara različiti su u pojedinim tkivima.
Krv ne teče istodobno kroz sve kapilare, nego se one prema potrebi mogu otvoriti i zatvoriti.

## Sastav krvi
Krv se sastoji od tekućeg dijela tzv. krvne plazme koje ima oko 3 litre ili 60% i krvnih tjelešaca kojih ima oko 2 litre ili 40%. Krvna tjelešca su krvne stanice – eritrociti i leukociti i krvne pločice – trombociti. 

### Krvna plazma
Krvna plazma je blijeda tekućina, a najveći dio nje čini voda (oko 90%) u kojoj su otopljene različite organske i anorganske tvari, oko 7% proteina, 1% raznih anorganskih soli i 0,1% glukoze. Među organskim tvarima najvažnije su bjelančevine plazme. U 1 litri plazme ima ih oko 73 grama. 
Te bjelančevine možemo svrstati u 3 velike skupine:
- Albumini – 45g/L – to su bjelančevine plazme s najmanjom molekulskom masom te su vrlo prikladne za održavanje koloidno – osmotskog tlaka. Osmotski tlak je vrlo važan jer održava protutežu hidrostatskom tlaku krvi koji stvara srce. Albumini se sintetiziraju u jetri i odatle se otpuštaju u krv. Sudjeluju u prijenosu raznih hormona, i drugih tvari.
- Globulini – 25 g/L – važni su nositelji obrane organizma u obliku različitih protutijela. Dijele se na alfa, beta i gama globuline. Uloga alfa i beta globulina je slična ulozi albumina, a gama globulini su zapravo imunoglobulini (Ig), a to su molekule koje obavljaju obrambene funkcije.
- Fibrinogeni – 3 g/L – veoma važne bjelančevine u procesu zgrušavanja krvi te osiguravaju zaustavljanje krvi. Fibrinogeni pomoću trombocita stvaraju "mrežu" u kojoj se onda ulove eritrociti i nastaje ugrušak (tromb). Krv bez fibrinogena je defibrinirana krv.

### Krvna tjelešca

#### Eritrociti
Eritrociti su crvene krvne stanice koje nastaju u koštanoj srži. Nemaju jezgru i bikonkavne su (udubljene) s promjerom oko 7 mikrometara. 
U litri krvi muškarca ima ih oko 4,5 - 5 × 1012, a u litri krvi žene oko 4 - 4,5 × 1012. Životni vijek im je 120 dana, a razgradnja se vrši u koštanoj srži, slezeni i jetri. Najvažniji sastavni dio eritrocita je hemoglobin koji daje boju krvi i čini 33% mase eritrocita. U litri krvi muškaraca ima 160 grama, a u litri krvi žene oko 140 grama hemoglobina. Sastoji se od bjelančevine globina i boje hema koja sadrži željezo. Glavna funkcija hemoglobina je prijenos kisika, ali sudjeluje i u prijenosu ugljikova dioksida i regulaciji acidobazne ravnoteže. Vezanje hemoglobina na kisik stvara oksihemoglobin i to daje žarkocrvenu boju krvi koja teče arterijama u velikom optoku krvi, a vezanje hemoglobina na ugljikov dioksid stvara karbaminohemoglobin i on daje zagasito crvenu boju krvi koja teče venama u velikom krvotoku.
Hemoglobin također podliježe procesu raspadanja te prelazi u boju bilirubin koja se izluči u žuč, a oslobođeno željezo se može iskoristiti za sintezu novih molekula hemoglobina ili se može pohraniti u skladištima željeza u tijelu.
Stvaranje eritrocita naziva se eritropoeza i regulirana je potrebama tkiva za kisikom. Stvaranje eritrocita ubrzano je u svim stanjima u kojima postoji apsolutni ili relativni manjak kisika (npr. slabokrvnost, duži boravak na velikim visinama, bolesti respiracijskog i cirkulacijskog sustava).

#### Leukociti
Leukociti su bijele krvne stanice koje nastaju u koštanoj srži i limfnim čvorovima. Promjer im je 8 – 12 mikrometara. U litri krvi ima ih od 4 – 8x10na9. Leukociti se razlikuju prema izgledu, zastupljenosti, mjestu nastanka i funkciji. 
Postoje tri glavne vrste leukocita:
- Granulociti – najbrojnija vrsta leukocita. Pretežno imaju nepravilnu jezgru podijeljenu na režnjiće (segmentirani granulociti), a u mlađim stanicama je nepodijeljena (nesegmentirani granulociti). Prema boji zrnaca u citoplazmi granulociti se dijele na: 
  - neutrofilne – ima ih oko 60%, neobojeni su, sitni te veoma pokretni. Sadržavaju niz enzima koji sudjeluju u razgradnji fagocitiranih tvari kao npr. amilaza, katalaza, nukleaza...
  - eozinofilni – ima ih 2 – 4%, crvene su boje, pravilni i okrugli. Manje su pokretni od neutrofila. Sadržavaju histamin te sudjeluju u alergijskim reakcijama.
  - bazofilni – ima ih do 5%, modra zrnca, nejednake veličine. U zrncima je pohranjena tvar koju nazivamo heparin te ona sprečava proces zgrušavanja krvi u krvotoku.
- Limfociti – ima ih oko 30%. Promjer im je 8 – 12 mikrometara. Imaju veliku okruglu jezgru i oskudnu citoplazmu. I oni su pokretne stanice. Funkcija limfocita je stvaranje globulina, a imaju i važnu ulogu u imunološkoj obrani organizma jer su im antitijela pretežno gama-globulini.  Stvaranje i propadanje limfocita je veoma brzo, te se čitava populacija može izmijeniti u roku 24 sata.
- Monociti – ima ih oko 6%. Promjer im je 10 – 24 mikrometra, te imaju veliku, većinom režnjastu jezgru, bubrežasta oblika. Oni su također pokretne stanice, a glavna funkcija im je fagocitoza.

Životni vijek leukocita je različit. Neki leukociti koji nastaju u koštanoj srži ostaju tamo pohranjeni dok za njima ne nastane potreba. Npr. granulociti nakon što dospiju u krv žive još oko 5 dana. Glavna zadaća leukocita je obrana organizma od stranih, opasnih napadača. To su prvenstveno mikroorganizmi, ali i mnoge otrovne tvari.

#### Trombociti
Trombociti su krvne pločice tj. malena, bezbojna tjelešca bez jezgre. U litri krvi ih ima od 250 – 300 × 109. Nastaju u koštanoj moždini iz dijelova megakariocita (stanice s velikom jezgrom). Vrlo brzo se raspadaju, te im život traje razmjerno kratko, 4 – 8 dana.
Imaju veoma važnu ulogu u procesu zgrušavanja krvi jer je održavanje krvi u tekućem stanju unutar krvotoka i zaustavljanje krvarenja pri oštećenju krvnih žila (hemostaza) važan je mehanizam za očuvanje stalnih uvjeta u kojima funkcionira organizam.
Ako se žila ozlijedi ili rastrgne, treba zaustaviti krvarenje, a zaustavljanje se postiže pomoću nekoliko mehanizama:
- Spazam (stezanje ili kontrakcija) žile – stijenka žile se kontrahira (skupi, stegne) odmah pošto se žila presiječe ili rastrgne te se time trenutačno smanji otjecanje krvi kroz ozljedu žile. Što je žila više ozlijeđena, to je veći spazam, što znači da prerezana žila obično mnogo više krvari nego žila oštećena trganjem. Takav lokalni žilni spazam može trajati 20 minuta do pola sata dok se za to vrijeme odigrava proces začepljenja žile trombocitima i proces zgrušavanja krvi.
- Stvaranje trombocitnog čepa – to je pokušaj da se trombocitima začepi ozljeda na krvnoj žili. Naime, trombociti bitno promijene svoja svojstva kada dođu u dodir s površinom koja se može ovlažiti, kao što su kolagene niti u stjenci žile. Počinju bubriti, poprime nepravilne oblike s brojnim izdancima koji strše s njihovih površina, postaju ljepljivi pa prianjaju na kolagene niti te luče velike količine ADP-a. ADP djeluje na okolne trombocite te ih aktivira te ti novi trombociti zbog ljepljivosti adheriraju (prianjaju) na one trombocite koji su prvi bili aktivirani. Tako se na mjestu svake pukotine ogoljeli kolagen izaziva zatvoreni krug aktiviranja sve većeg i većeg broja trombocita te se oni nagomilavaju i stvaraju trombocitni čep.
- Stvaranje krvnog ugruška – počinje za 15 do 20 sekundi ako je oštećenje stijenke žile opsežno, a za jednu do dvije minute ako je oštećenje maleno. Taj proces stvaranja krvnog ugruška započinju aktivacijske tvari iz oštećene žilne stijenke i iz trombocita, te proteini iz krvi koji adheriraju na kolagen oštećene žilne stijenke. Za tri do šest minuta nakon ozljede žile, ugrušak ispuni cijeli prerezan ili razderan kraj žile. Nakon 20 minuta do jednog sata ugrušak se retrahira(potisne natrag) te se žila još više zatvori.
- Koagulacija krvi – zgrušavanje se zbiva u tri stadija:

Prvo, nakon prekidanja žile ili oštećenja same krvi stvara se tvar nazvana aktivator protrombina.
Drugo, aktivator protrombina katalizira pretvorbu protrombina u trombin.
Treće, trombin djeluje kao enzim pri pretvorbi fibrinogena u fibrinske niti koje upliću u svoju mrežu eritrocite i plazmu te se tako stvara krvni ugrušak.

## Fizičke osobine krvi
su: količina, boja, temperatura, gustoća, viskoznost, miris, osmotski tlak, sedimentacija krvnih stanica i zgrušavanje (koagulacija).

#### Količina krvi
u organizmu zavisi od tjelesne površine, odnosno visine i težine. Prosječna cjelokupna težina krvi u organizmu iznosi 7% tjelesne težine. Količina krvi je konstantna kod zdravih osoba za vrijeme mirovanja, a povećava se za vrijeme tjelesnog rada i unošenjem veće količine tekućine i hrane u organizam. Kod suprotnih slučajeva dolazi do smanjenja zapremine krvi. Fiziološke promjene zapremine krvi su posljedica promjene u zapremnini plazme. Količina krvi je različito raspoređena u organizmu, uglavnom prema potrebi pojedinih organa. Pri povećanoj aktivnosti nekog organa povećava se i količina krvi u njemu. Za vrijeme bolesti dolazi do trajnijeg smanjenja ili povećanja količine krvi u organizmu i to kao rezultat smanjenja (povećanja) same plazme ili eritrocita zbog istovremenih promjena i kod krvnih stanica i u plazmi. Povećanje količine krvi naziva se pletora, a smanjenje oligemija.

#### Boja krvi
je crvena i ona potječe od krvnog pigmenta hemoglobina koji se nalazi u eritrocitima. Prema stupnju oksidacije hemoglobina, boja je svjetlije ili tamnije crvena. Oksihemoglobin daje jasno crvenu boju, a reducirani tamnije crvenu. Po tome se i razlikuje venska i arterijska krv. Boja krvi se mijenja pri nekim patološkim stanjima: pri trovanju ugljičnim monoksidom krv je svijetlo crvena, u slučaju spriječene oksigenacije u plućima ona postaje crnkasta.

#### Temperatura krvi
se kreće od 36 – 40 °C. Ona ne zavisi od temperature okoline već je konstantna. Najniža je u venama kože, a najviša u venama koje odvode krv iz jetre.

#### Specifična težina krvi
prosječno iznosi 1.060 i uvjetovana je brojem eritrocita i količinom hemoglobina u njima. Kod muškaraca je nešto veća nego kod žena. Snižava se poslije obroka, a povećava poslije fizičkog napora.

#### Viskoznost krvi
se mjeri brzinom protjecanja krvi kroz kapilarne cjevčice određenog promjera pri određenoj temperaturi i tlaku. Uspoređuje se s viskoznošću vode od koje je veća i iznosi 3,5 – 5,4. Viskoznost krvi zavisi od broja eritrocita, a broj leukocita utječe samo kada je veliki.

#### Miris krvi
je otužan, sličan mirisu znoja i potječe od isparljivih masnih kiselina u njoj.

#### Osmotski tlak krvi
zavisi od koncentracije tvari u njoj (elektrolita i neelektrolita). Osmotski tlak iznosi 7 atmosfera. Mjeri se pomoću krioskopa.

#### Sedimentacija krvi
je taloženje krvnih stanica na dnu posude u kojoj se nalazi krv, kojoj je dodana neka antikoagulacijska tvar. Brzina izdvajanja krvnih stanica iz krvne plazme je u stvari brzina sedimentacije i ona ovisi od vremena stajanja krvi, od broja i osobina eritrocita i od odnosa pojedinih tvari u krvnoj plazmi. Od sastojaka plazme na brzinu sedimentacije najviše utječu količine fibrinogena, kolesterola i pojedinih frakcija bjelančevina. Do ubrzanja sedimentacije dovode povećanja količine fibrinogena ili kolesterola i pojedinih globulinskih frakcija, a povećanje albumina je usporavaju.

## Kemijske osobine krvi
predstavljaju ustvari sastav krvi. Krv kao cjelina sadrži veliki broj organskih i neorganskih tvari. Djelomično se nalaze u krvnoj plazmi, a djelomično u krvnim stanicama. Neorganske tvari krvi su voda i neorganske soli.

### Neorganske tvari krvi

#### Voda
Voda je najvećim dijelom zastupljena u krvnoj plazmi (oko 3,5 litre), a ostatak je u krvnim stanicama. Ova voda u plazmi spada u vanstanične tekućine organizma, a ona koje se nalazi u krvnim stanicama čini dio ukupne stanične vode u organizmu. Dio vode u krvi je tzv. slobodna voda koja ima ulogu rastvarača za neorganske i organske tvari organizma. Ona po potrebi prelazi iz krvi u međustaničnu tekućinu i vraća se. Drugi dio vode je vezana voda i ona je u sastavu hidrofilnih bjelančevina krvne plazme i posebno je vezana za albumine.

#### Neorganske soli
Neorganske soli čine 1% cjelokupne krvi. Nalaze se u vidu kationa i aniona. Među anionima najviše ima: klorida, fosfata, bikarbonata, i sulfata, a među kationima najvažniji su natrij, kalij, kalcij i magnezij.

### Organske tvari krvi
Organske tvari krvi su: bjelančevine, lipidi, ugljikohidrati, vitamini, enzimi i hormoni.

#### Bjelančevine
Bjelančevine su po količini najglavniji sastojci krvi. U plazmi se nalaze serum-albumini, frakcije globulina i fibrinogena i malo glikoproteida i lipoproteida. U krvnim stanicama su složene bjelančevine: u leukocitima su nukleoproteidi, a u eritrocitima je hromoproteid.

#### Lipidi
Lipidi se dijelom nalaze u plazmi, a dijelom ulaze u sastav građe krvnih stanica. Najvažniji su: trigliceridi, fosfatidi, glikolipidi i steridi.

#### Ugljikohidrati
Ugljikohidrati su najzastupljeniji u obliku monosaharida, glukoze čija koncentracija iznosi od 80-120 mg.

#### Vitamini
Vitamini se u krvi zadržavaju zbog toga što se preko nje i prenose kroz organizam.

#### Enzimi
Enzimi u krvnu plazmu dospijevaju iz gušterače, stanica drugih organa i iz krvnih stanica u kojima se stvaraju.

#### Hormoni
Hormoni se također nalaze u krvi zato što se jedino preko nje i prenose kroz organizam. Količine su vrlo male i izražavaju se u mikrogramima.

#### PH u krvi
PH u krvi predstavlja konstantnu vrijednost. Krv je tekućina u kojoj je stalna koncentracija vodikovih iona od kojih zavisi kiselost, lužnatost i neutralnost reakcije krvi. PH se kreće 7,3-7,5. Venska krv je nešto kiselija od arterijske.